# ان‌جی‌سی ۱۳۶۵
ان‌جی‌سی ۱۳۶۵(به انگلیسی: NGC 1365) یک کهکشان مارپیچی میله‌ای در فاصله ۵۶ میلیون سال نوری و در صورت فلکی کوره است که ابعاد ظاهری ۵۰″ × ۴۰″ بیان می‌شود.

## نگارخانه

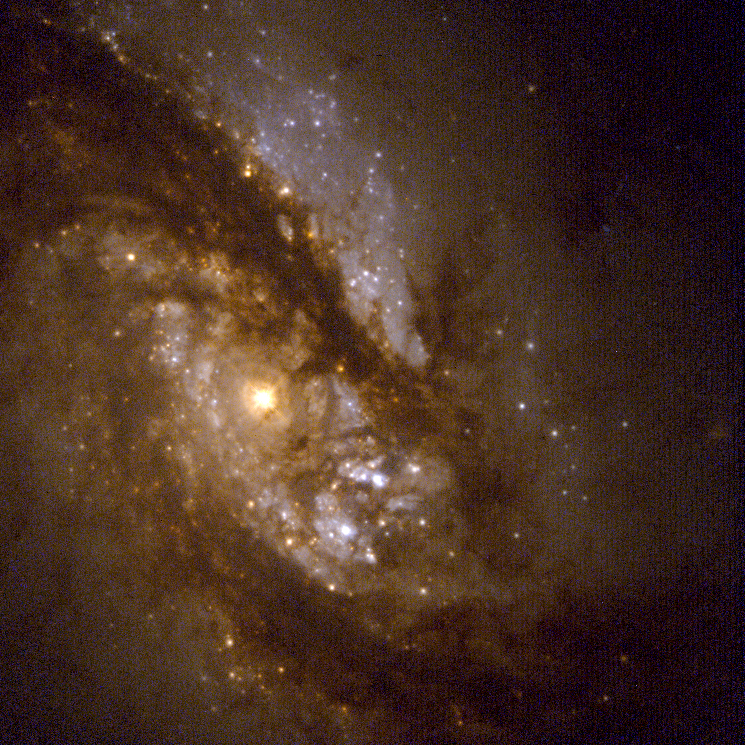
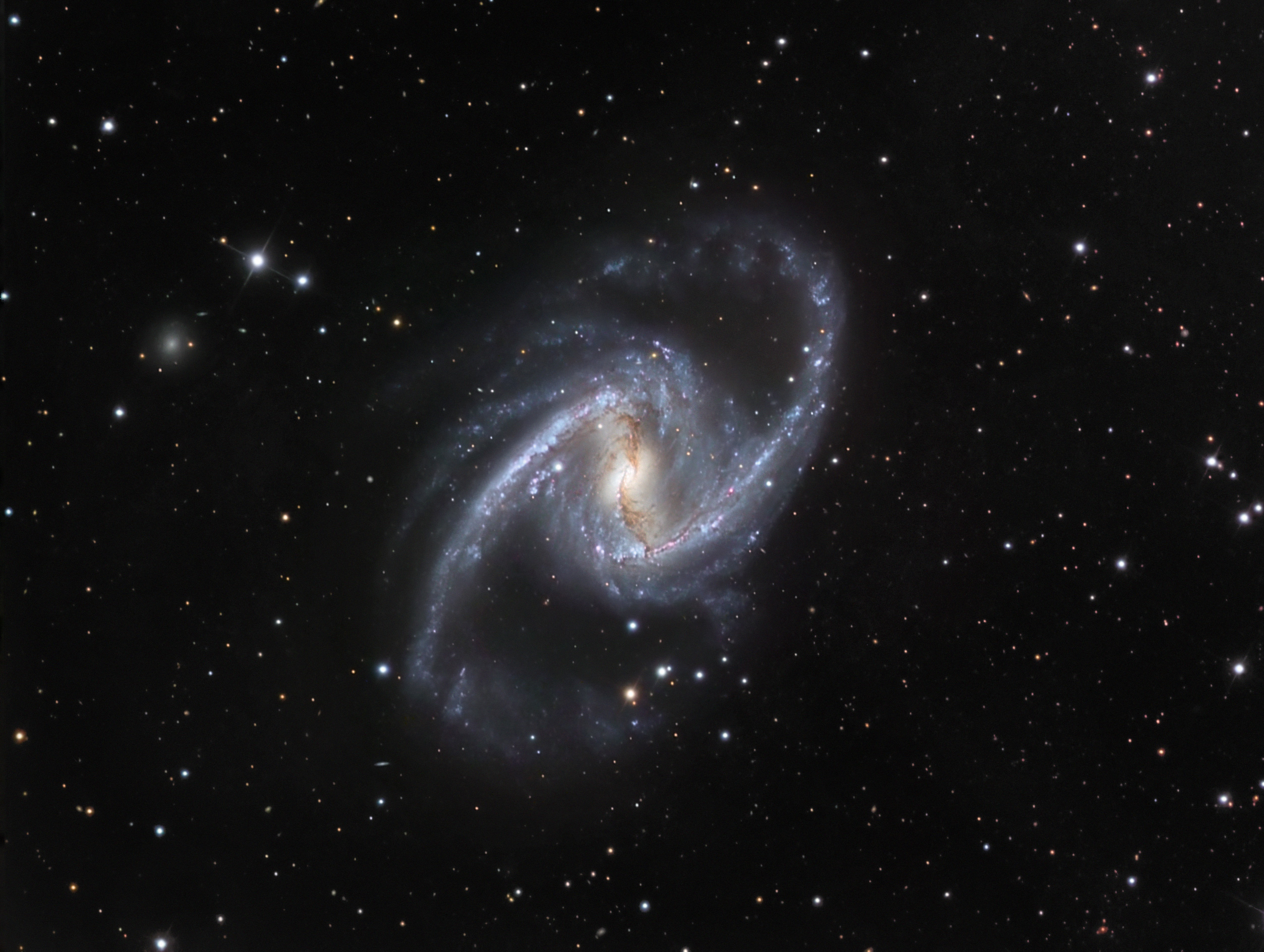
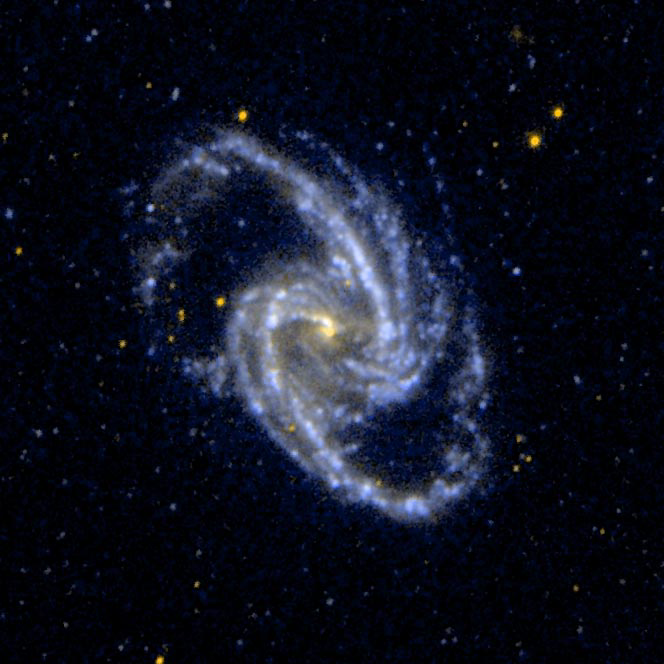
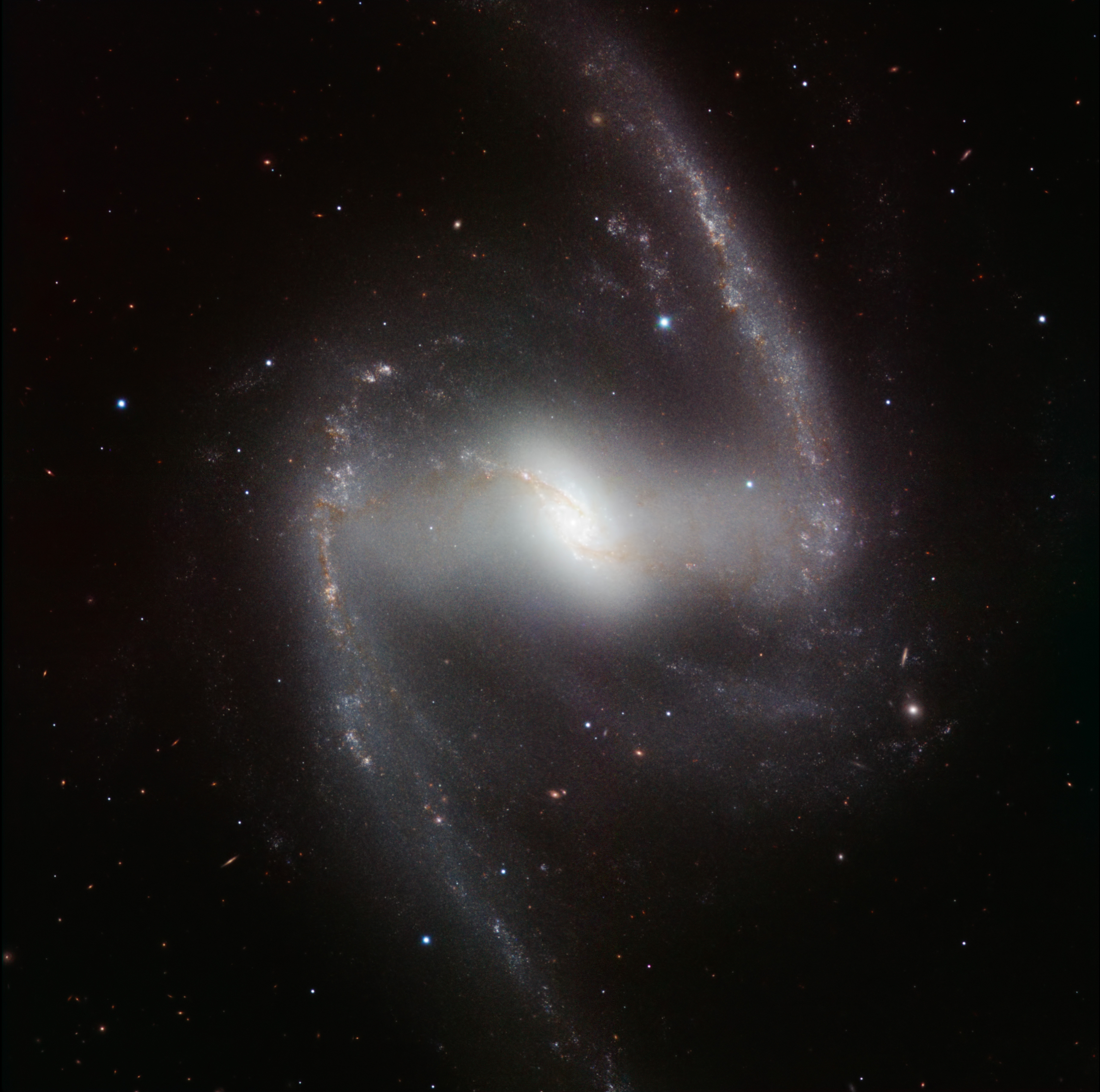